# Philippe Dupont (athlétisme)
Pour les articles homonymes, voir Philippe Dupont et Dupont.
Philippe Dupont (né le 31 mai 1958 au Mans) est entraîneur national du demi-fond sur le Pôle France de l'INSEP.
Il est l'entraîneur de Taoufik Makhloufi, champion olympique algérien titré aux Jeux Olympiques de Londres en 2012 sur 1500 m, vice-champion olympique sur 800 m et 1500 m aux Jeux Olympiques de Rio en 2016 et vice-champion du Monde sur 1500 m aux Championnats du Monde de Doha, en 2019. Il entraîne aussi depuis novembre 2019, Pierre-Ambroise Bosse.
Il permet aux différents athlètes qu'il coache d'obtenir treize médailles internationales en grands championnats (Championnats d'Europe, Championnats d'Afrique, Championnats du Monde, Jeux Olympiques), sur toutes les disciplines olympiques sur piste en demi-fond / fond : 800 m, 1 500 m, 3 000 m steeple, 5000 m et 10 000 m.

## Biographie
Ancien spécialiste du 800 mètres et formé au club des J.S. Allonnes (Jeunesse Sportive d'Allonnes), Philippe Dupont se distingua en 1976 par sa première sélection internationale Senior. Junior première année à l'époque, il participa au match France-Belgique et courut contre l'un des maîtres de la discipline, Ivo Van Damme.
De 1976 à 1985, il fut sélectionné 21 fois en équipe de France A.
En 1979, il participe aux Relais Jacques Cœur de Bourges, et permet à l'équipe de France d'établir un nouveau Record de France du relais 4 x 800 mètres en 7 min 13 s 6 avec Roqui Sanchez, Joël Riquelme et Roger Milhau.
En 1980 lors des Jeux Olympiques de Moscou, il atteignit les demi-finales. En 1983, il est également demi-finaliste aux championnats du monde d'Helsinki. S'ensuivra une seconde expérience olympique à Los Angeles en 1984, où cette fois-ci il parvint jusqu'au quart de finale.
Il obtint quatre titres de champion de France élite en 1981, 1983, 1984 et 1985. Il possèdera le record des championnats de France élite de 1983 à 2014, battu par Pierre-Ambroise Bosse.
Pleinement baigné dans le milieu sportif, et en parallèle de sa carrière d'athlète de haut niveau, il obtient le diplôme national d'enseignement supérieur en Education Physique et Sportive : fonction qu'il exercera de 1987 à 1992.
De 1992 à 1997, il occupe le poste de conseiller technique régional à la ligue d'athlétisme des Pays de la Loire.
Vient ensuite la période où il occupe le poste d'entraîneur national du demi-fond à la fédération française d'athlétisme entre 1997 et 2001. Il reprend les mêmes responsabilités qu'on lui avait confié à la ligue d'athlétisme en 2002, et ce, jusqu'en 2009. Il managera l'équipe de France de demi-fond jusqu'en août 2017.
Depuis septembre 2017, Il a intégré le Pôle France olympique de l'INSEP en qualité d'entraîneur de demi-fond.

## Entraîneur
Philippe Dupont a commencé par entraîner Patricia Djaté-Taillard entre 1998 et 2000. Spécialiste des épreuves du demi-fond, elle s'est distinguée sur 800 m et 1500 m. Plus tard à l'approche des Jeux Olympiques de Sydney de 1999 à 2001, il a également coaché l'Athlète algérien Ali Saïdi-Sief qui se sera fait remarquer sur 5000 m en étant vice-champion olympique.

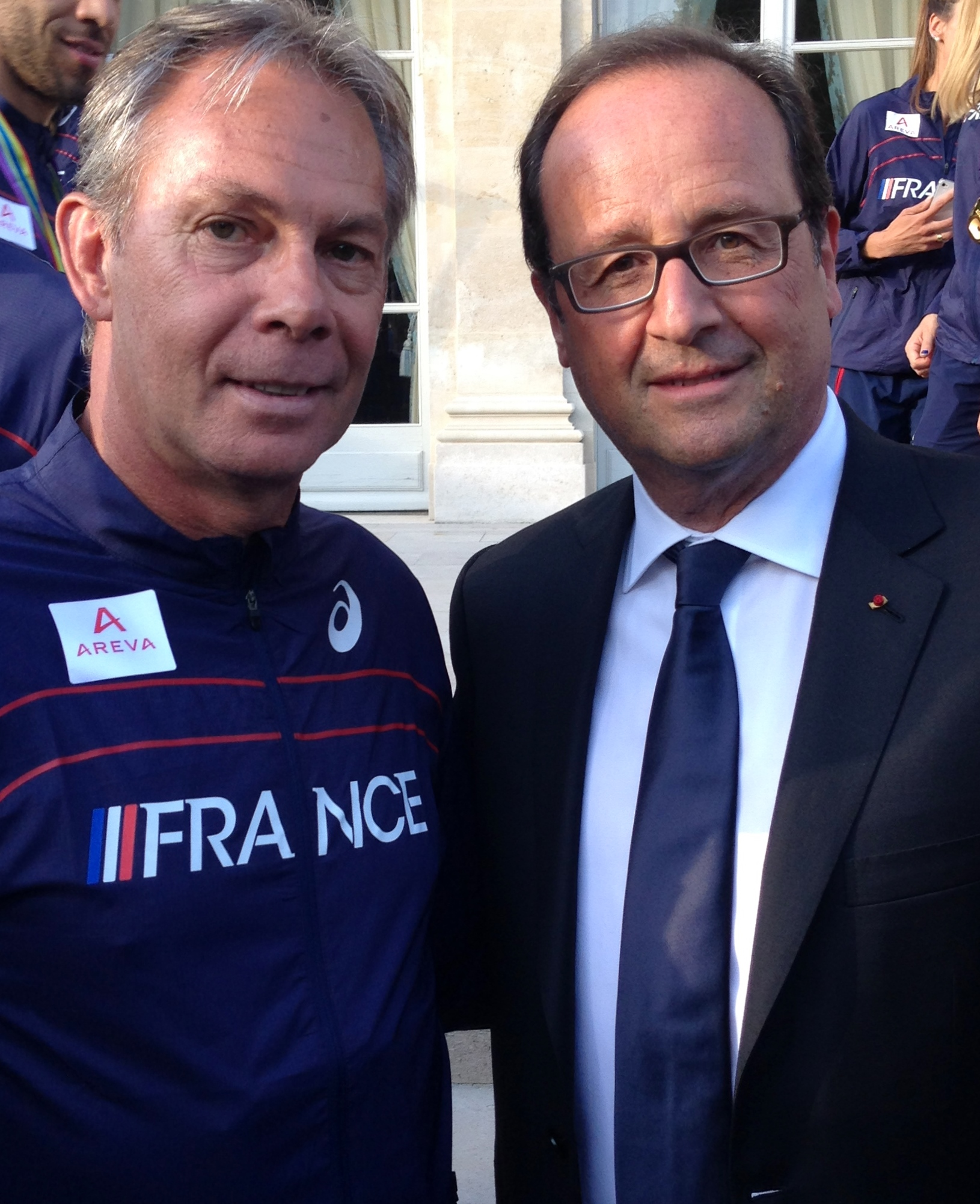
Philippe Dupont et François Hollande à l'Élysée en 2014

De décembre 2012 à septembre 2016, il a accompagné Mahiedine Mekhissi-Benabbad, champion d'Europe en salle sur 1500 m à Göteborg et médaillé de bronze aux championnats du monde à Moscou sur 3000 m steeple en 2013, champion d'Europe sur 1500 m à Zurich en 2014, puis champion d'Europe sur 3000 m steeple à Amsterdam et médaillé de bronze aux JO de Rio, en 2016.
Il a également accompagné Morhad Amdouni entre septembre 2015 et septembre 2019. Ce dernier, qui s'est distingué à la fois sur des distances de demi-fond et fond, devient le premier athlète français à remporter le titre européen sur 10 000 m aux Championnats d'Europe de Berlin en 2018.
Depuis mars 2015, il prend sous sa tutelle l'algérien Taoufik Makhloufi, spécialiste des épreuves de 800 m et 1500 m. Sous sa houlette, ce dernier est double médaillé d'argent sur 800 m et 1500 m lors des Jeux Olympiques de Rio en 2016. En 2019 et après deux ans d'absence, il est de retour au plus haut niveau en obtenant la médaille d'argent lors des Championnats du Monde de Doha sur 1500 m.

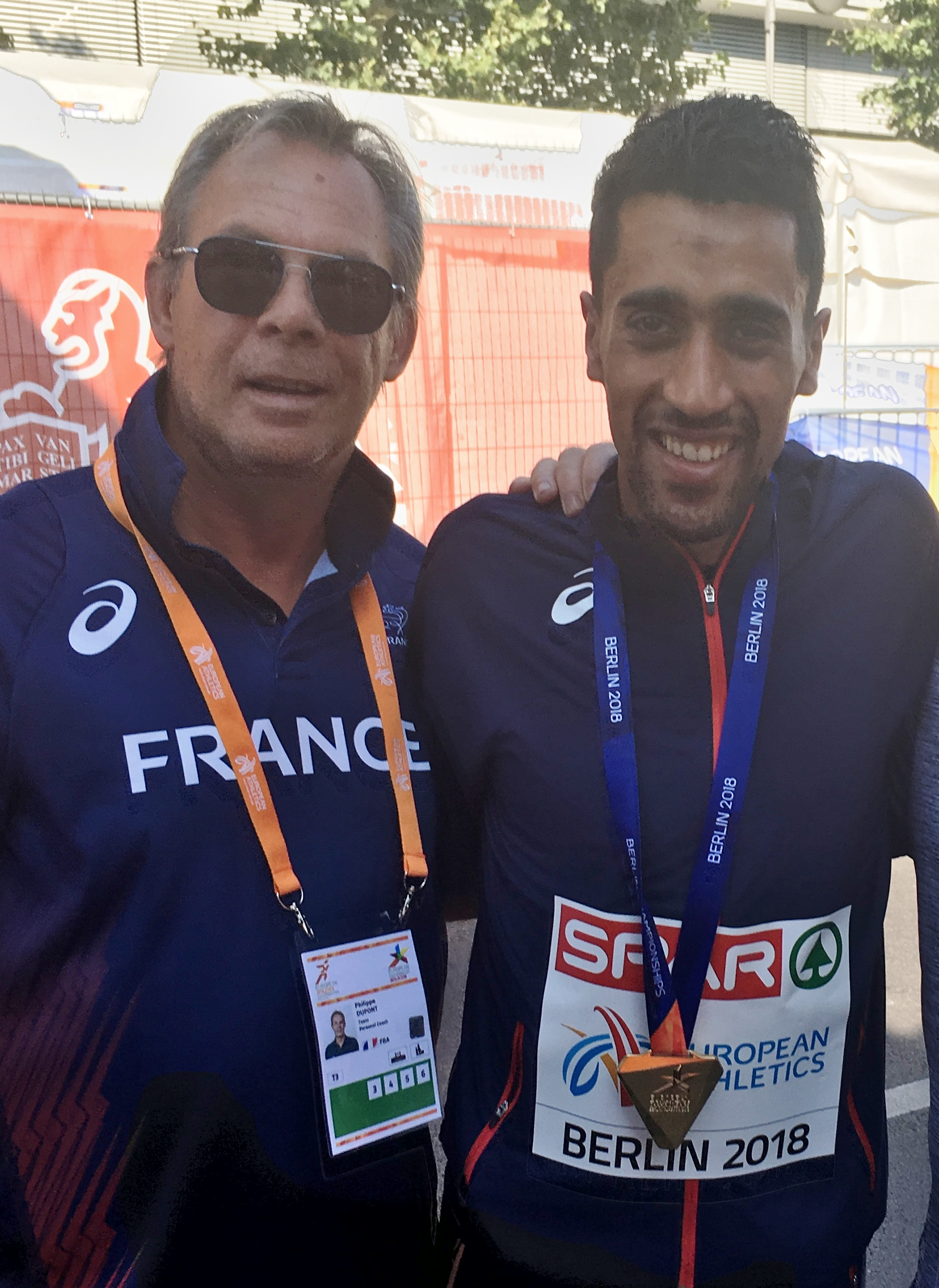
Philippe Dupont et Morhad Amdouni, Champion d'Europe sur 10 000 m à Berlin (août 2018)

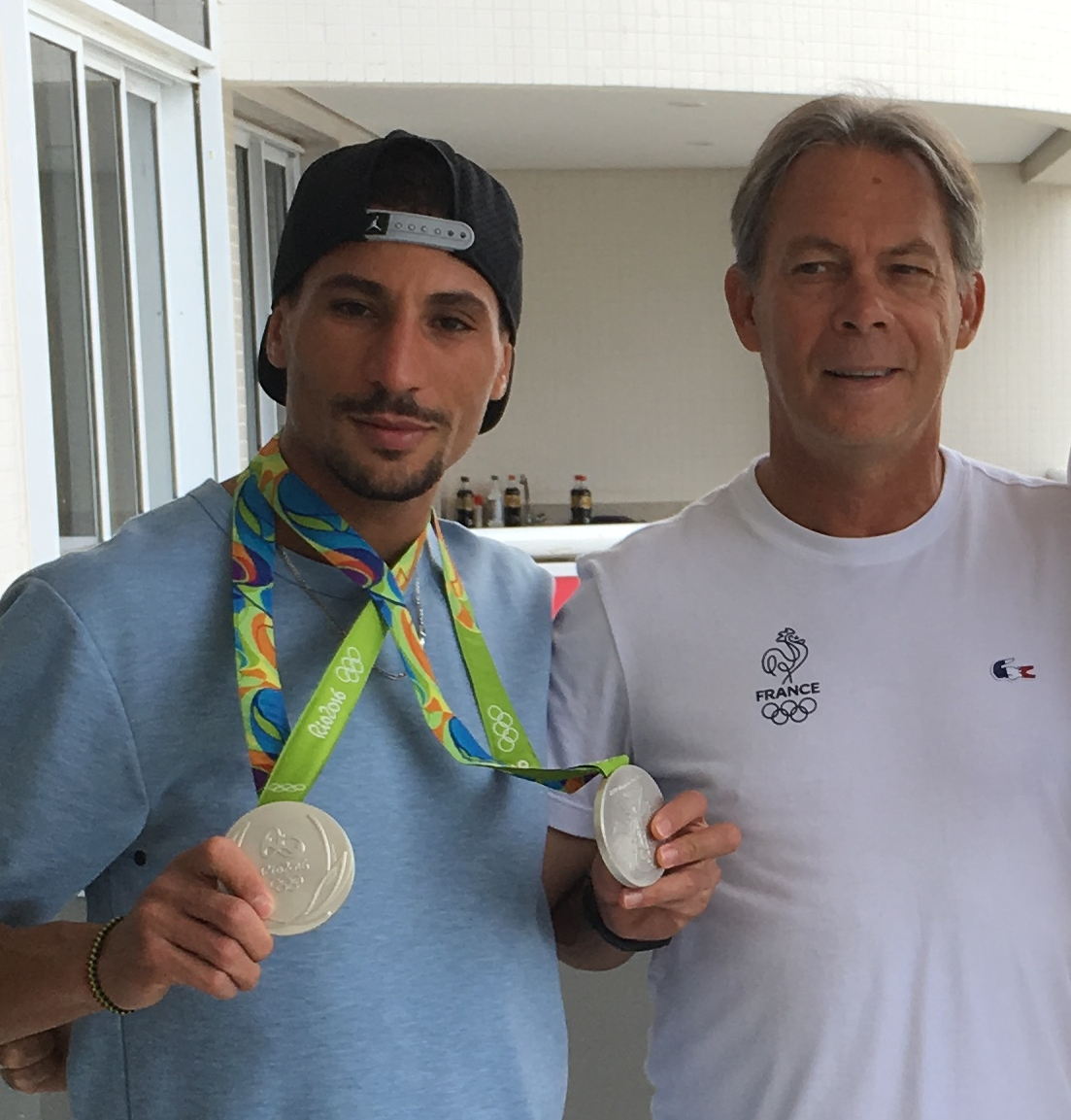
Philippe Dupont et Taoufik Makhloufi, double médaillé d'argent sur 800 m et 1500 m (Jeux Olympiques de Rio 2016)

Depuis le 16 novembre 2019, il devient le co-entraîneur de Pierre-Ambroise Bosse avec Kévin Hautcœur. 

## Palmarès
| Date | Compétition                                                                  | Lieu                          | Épreuve     | Résultat               |
| ---- | ---------------------------------------------------------------------------- | ----------------------------- | ----------- | ---------------------- |
| 1980 | Jeux Olympiques d'été                                                        | Moscou                        | 800 m       | Demi-finaliste         |
| 1981 | Championnats de France élite d'athlétisme                                    | Mulhouse                      | 800 m       | 1er                    |
| 1983 | Championnats du monde d'athlétisme Championnats de France élite d'athlétisme | Helsinki Bordeaux             | 800 m 800 m | Demi-finaliste 1er     |
| 1984 | Jeux Olympiques d'été Championnats de France élite d'athlétisme              | Los Angeles Villeneuve-d'Ascq | 800 m 800 m | Quart de finaliste 1er |
| 1985 | Championnats de France élite d'athlétisme                                    | Colombes                      | 800 m       | 1er                    |

## Records personnels
| Epreuve | Performance   | Lieu     | Date |
| ------- | ------------- | -------- | ---- |
| 800 m   | 1 min 45 s 55 | Lausanne | 1983 |
| 1000 m  | 2 min 17 s 64 | Nice     | 1985 |